# Chiesa di San Giovanni alla Guilla

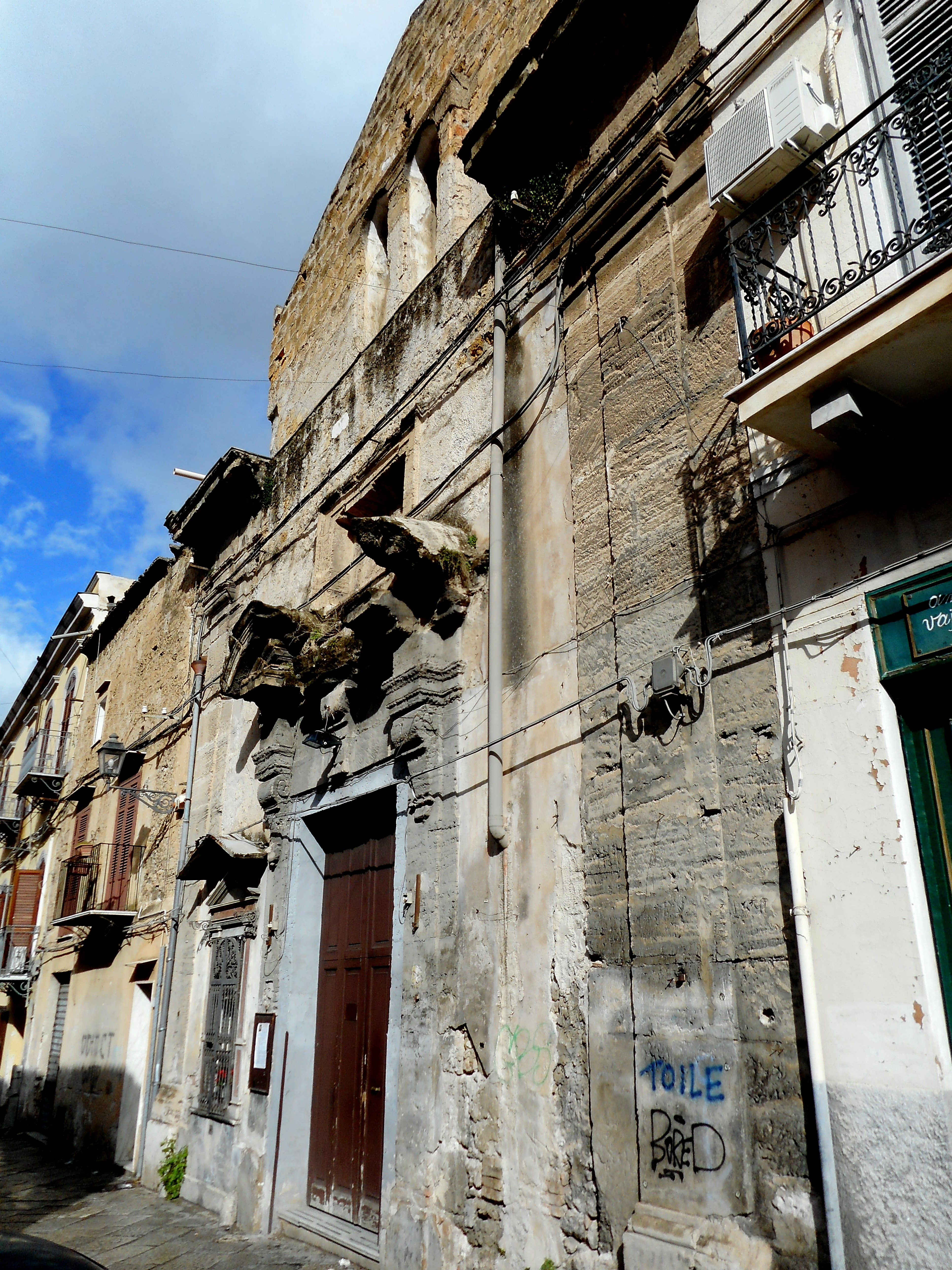
San Giovanni alla Guilla

Chiesa di San Giovanni alla Guilla ist ein Kirchengebäude in Palermo.
Die Kirche wurde 1165 vom sizilianischen Großkanzler Matteo d’Ajello (Matteo da Salerno) gegründet. 1182 wurde sie Sitz des Malteserordens in Palermo. 1669 erfolgte die weitgehende Erneuerung des Baus, dem im 18. Jahrhundert weitere Umbaumaßnahmen folgten.
Seit 1960 ist San Giovanni Sitz der „Confraternita Maria SS. Addolorata e Christo Morto del Venerdi Santo“. Vom romanischen Bau der in der Via Beati Paoli gelegenen Kirche ist der obere Teil der Fassade mit seinen Rundbogenfenstern erhalten geblieben. Der untere Bereich wurde zu Beginn des 18. Jahrhunderts im typischen Stil des sizilianischen Barock verblendet. Gerade dieser Fassadenteil befindet sich in einem schlechten Erhaltungszustand.
Das Innere der einschiffigen Kirche mit flacher Decke ist eher schlicht gehalten. Wertvollste Ausstattungsstücke sind zwei steinerne Sarkophage, von denen der Deckel des einen mit einer männlichen Liegefigur versehen ist.